# Chrysolina limbata
Chrysolina limbata é uma espécie de artrópode pertencente à família Chrysomelidae.